# Línea de productos
Una línea de productos es un grupo de productos relacionados entre sí que se ofrecen a la venta. Al contrario que la agrupación de productos en la que varios productos se combinan en uno, la creación de líneas de productos implica el ofrecer varios productos relacionados entre sí pero de forma individual. Una línea puede comprender productos de varios tamaños, tipos, colores, cantidades o precios. 
- La profundidad de la línea se refiere a la diversidad de tamaños, colores y modelos que se ofrecen.[1]
- La amplitud de una línea se mide por el número de líneas de productos que comprende.[1]
- La consistencia de una línea se refiere a lo relacionado que están los productos que componen la línea entre sí.
- La vulnerabilidad de la línea se refiere al porcentaje de ventas o beneficios que se derivan de tan sólo unos cuantos productos en la misma.
- La longitud de la cartera implica contar todos los productos que existen dentro de la cartera. Es el número total de los productos que la marca ofrece al mercado.

El número de líneas diferentes que una compañía pone a la venta se conoce como amplitud del mix de producto. El número total de productos vendidos en todas las líneas se conoce como longitud del mix de producto. Si una línea de productos se vende con la misma marca, a ésta se le conoce como marca de familia. Cuando se añade un producto a una línea, se dice que ha habido una extensión de la misma. Cuando añades una extensión de línea de mejor calidad que los productos actuales, se dice que ha habido un apalancamiento de marca. Cuando la extensión de línea es de menor calidad que los otros productos, ha habido un empobrecimiento de la marca. Estás ganando ventas a corto plazo a costa de las ventas a largo plazo. 
La fijación de precios de línea consiste en la determinación de una banda limitada de precios para todos los productos de la misma. Esta es una tradición que se remonta a las primeras tiendas de todo a 100 (five and dime) en las que todo costaba 5 o 10 centavos. Su principal ventaja consiste en hacer más fácil la administración del negocio pero la desventaja es su inflexibilidad sobre todo en tiempos de alta inflación o precios inestables.